# Dmosin (Łódź)
Pour les articles homonymes, voir Dmosin.
Dmosin (prononciation [ˈdmɔɕin]) est un village de la gmina de Dmosin, du powiat de Brzeziny, dans la voïvodie de Łódź, situé dans le centre de la Pologne.
Le village est le siège administratif (chef-lieu) de la gmina appelée gmina de Dmosin.
Il se situe à environ 14 kilomètres au nord de Brzeziny (siège du powiat) et 26 kilomètres au nord-est de Łódź (capitale de la voïvodie).
Le village est constitué de 3 sołectwos: Dmosin, Dmosin Pierwszy ("Premier Dmosin") et Dmosin Drugi ("Second Dmosin").
Sa population s'élevait approximativement à 1 500 habitants en 2006.

## Administration
De 1975 à 1998, le village était attaché administrativement à l'ancienne voïvodie de Skierniewice.

Depuis 1999, il fait partie de la nouvelle voïvodie de Łódź.

## Galerie

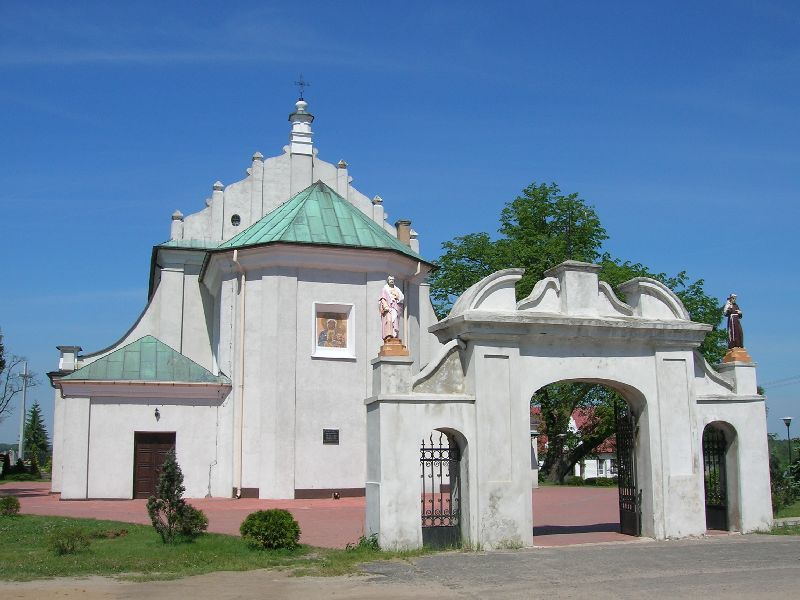
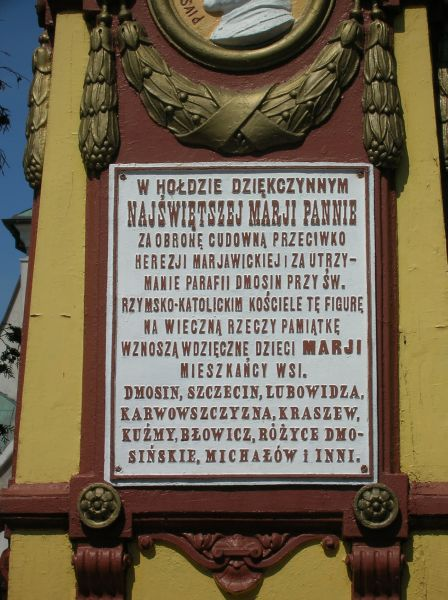
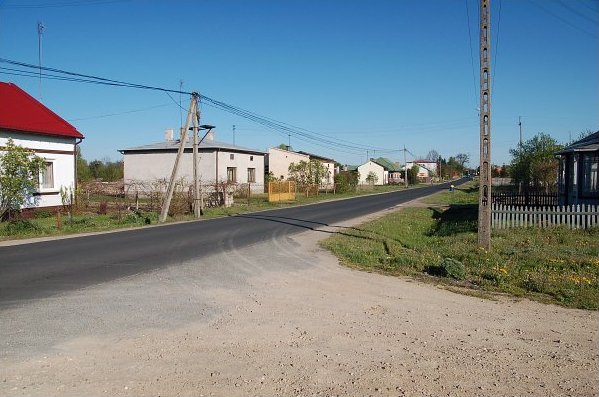
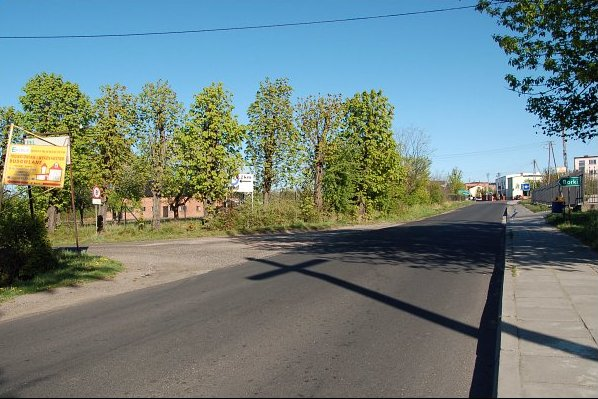
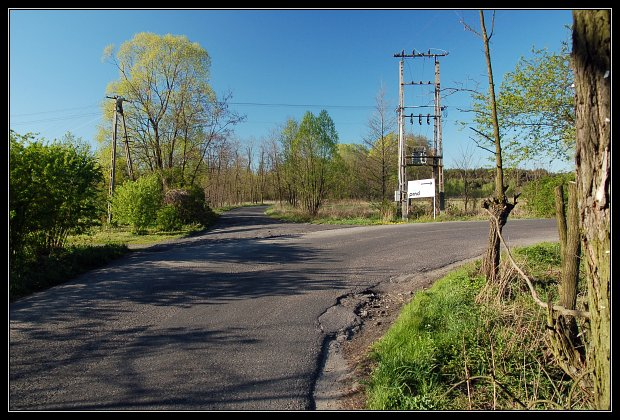

Quelques vues du village